# Richard Moore (regatista)
Richard Moore   (San Bernardino, 11 d'agost de 1910 - Newport Beach, 16 de novembre de 2005) va ser un regatista estatunidenc que va competir durant la dècada de 1930.
El 1932 va prendre part en els Jocs Olímpics de Los Angeles, on va guanyar la medalla d'or en la categoria de 8 metres del programa de vela a bord de l'Angelita.